# Лаланд (лунный кратер)
Кратер Лаланд (лат. Lalande) — небольшой ударный кратер в центральной части видимой стороны Луны на восточной границе Моря Островов. Название присвоено в честь французского астронома Жозефа Жерома Лефрансуа де Лаланда (1732—1807) и утверждено Международным астрономическим союзом в 1935 г. Возраст кратера оценивается в 2,8 миллиарда лет, т.е. его образование относится к эратосфенскому периоду.

## Описание кратера

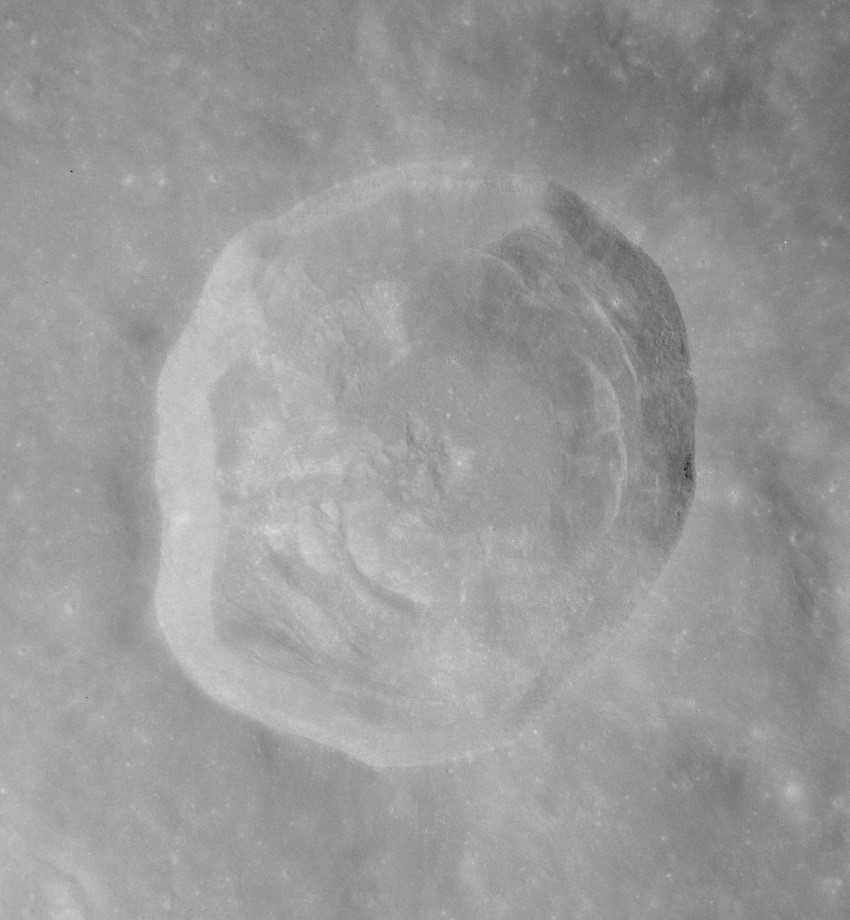
Снимок кратера с борта Аполлона-12.

Ближайшими соседями кратера являются кратер Фра Мауро на западе; кратер Тернер на северо-западе; кратер Местинг на северо-востоке; кратеры Фламмарион и Гершель на востоке и кратер Пализа на юге-юго-востоке. На северо-востоке от кратера находится борозда Фламмариона. Селенографические координаты центра кратера 4°28′ ю. ш. 8°39′ з. д. / 4,46° ю. ш. 8,65° з. д., диаметр 23,5 км, глубина 2,59 км.
Кратер Лаланд имеет полигональную форму и практически не разрушен. Вал с чётко очерченной кромкой, западная часть вала спрямлена, внутренний склон террасовидной структуры. Высота вала над окружающей местностью достигает 840 м, объём кратера составляет приблизительно 367 км³. Дно чаши пересеченное, имеется невысокий центральный пик. Кратер окружён местностью с высоким альбедо имеющую систему лучей простирающихся на расстояние свыше 300 км.
В 2002 г. в Омане Эдвином Гносом из Бернского университета был обнаружен метеорит получивший наименование Сай аль Ухаймир 169. Считается что данный метеорит имеет лунное происхождение из окрестностей кратера Лаланд. Анализ химического состава метеорита показал что данная местность является одной из самых на Луне богатых по содержанию тория.
Кратер Лаланд включён в список кратеров с яркой системой лучей Ассоциации лунной и планетарной астрономии (ALPO).

## Сателлитные кратеры
| Лаланд | Координаты                                          | Диаметр, км |
| ------ | --------------------------------------------------- | ----------- |
| A      | 6°38′ ю. ш. 9°49′ з. д. / 6,64° ю. ш. 9,81° з. д.   | 12,3        |
| B      | 3°08′ ю. ш. 9°01′ з. д. / 3,13° ю. ш. 9,02° з. д.   | 7,7         |
| C      | 5°36′ ю. ш. 6°55′ з. д. / 5,6° ю. ш. 6,91° з. д.    | 10,0        |
| D      | 6°12′ ю. ш. 7°29′ з. д. / 6,2° ю. ш. 7,48° з. д.    | 7,1         |
| E      | 3°31′ ю. ш. 10°46′ з. д. / 3,51° ю. ш. 10,77° з. д. | 3,2         |
| F      | 2°39′ ю. ш. 10°05′ з. д. / 2,65° ю. ш. 10,08° з. д. | 3,1         |
| G      | 6°12′ ю. ш. 7°58′ з. д. / 6,2° ю. ш. 7,96° з. д.    | 4,0         |
| N      | 5°35′ ю. ш. 5°44′ з. д. / 5,58° ю. ш. 5,74° з. д.   | 5,7         |
| R      | 4°43′ ю. ш. 7°01′ з. д. / 4,71° ю. ш. 7,02° з. д.   | 23,6        |
| T      | 5°11′ ю. ш. 7°34′ з. д. / 5,18° ю. ш. 7,56° з. д.   | 3,6         |
| U      | 3°10′ ю. ш. 8°10′ з. д. / 3,17° ю. ш. 8,16° з. д.   | 4,0         |
| W      | 6°34′ ю. ш. 5°37′ з. д. / 6,57° ю. ш. 5,61° з. д.   | 14,8        |

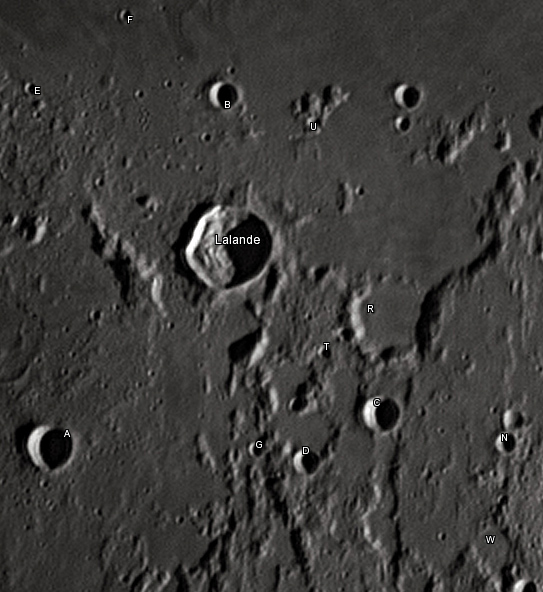
Снимок Дэвида Кемпбелла.

- Сателлитные кратеры Лаланд A и Лаланд C включены в список кратеров с тёмными радиальными полосами на внутреннем склоне Ассоциации лунной и планетарной астрономии (ALPO)[6].

- В кратере Лаланд и сателлитных кратерах Лаланд A, Лаланд C зарегистрированы температурные аномалии во время затмений. Объясняется это тем, что подобные кратеры имеют небольшой возраст и скалы не успели покрыться реголитом, оказывающим термоизолирующее действие.

## См.также
- Список кратеров на Луне
- Лунный кратер
- Морфологический каталог кратеров Луны
- Планетная номенклатура
- Селенография
- Минералогия Луны
- Геология Луны
- Поздняя тяжёлая бомбардировка